# Тимпан (инструмент)

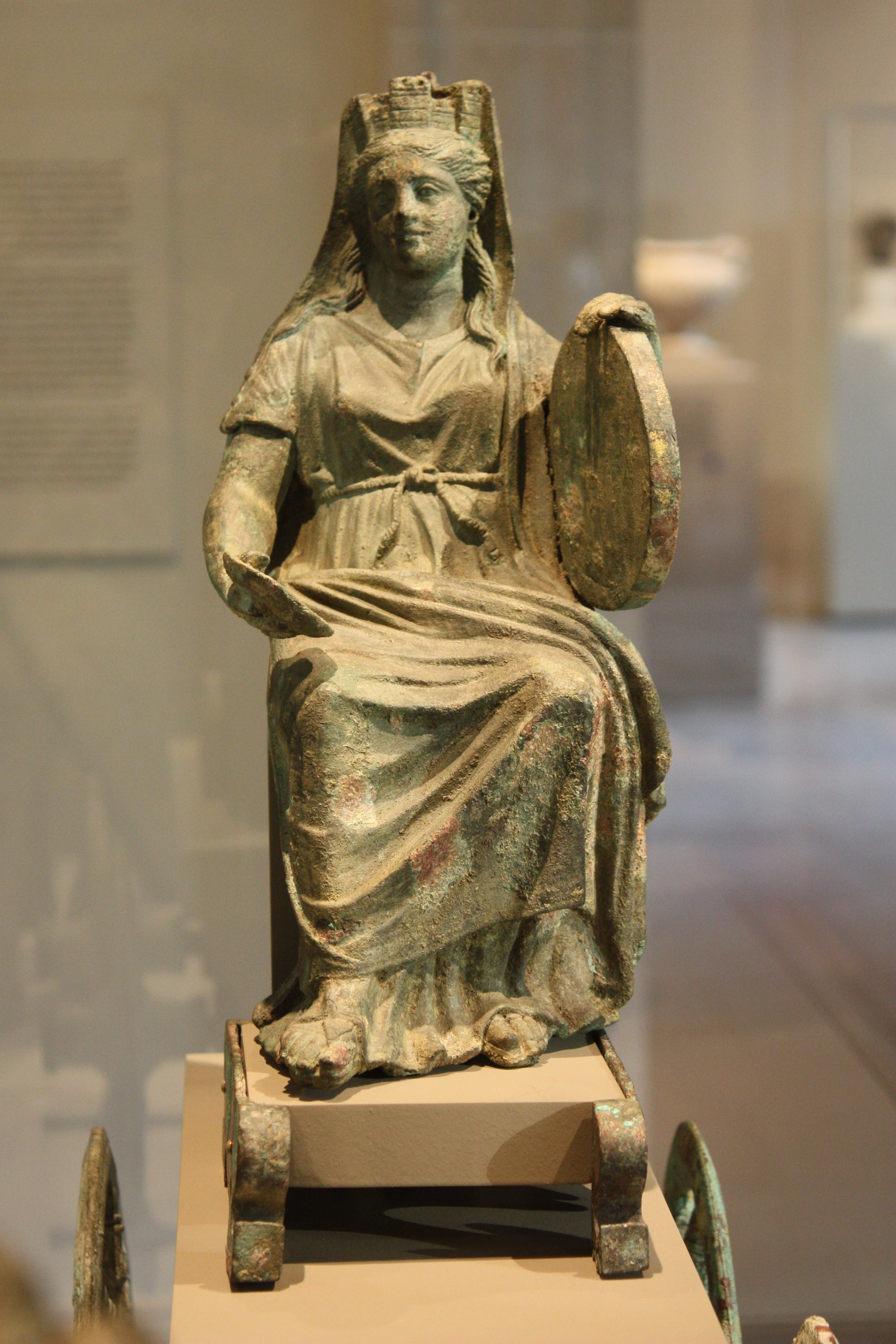
Кибела с её традиционными атрибутами — патерой и тимпаном. Рим, 2-я половина II в.

Тимпа́н (греч. τύμπανον, лат. tympanum) — древний ударный музыкальный инструмент класса мембранофонов, рамный барабан (бубен).
В Древней Греции тимпаном называли односторонний барабан с глубоким резонатором. На натянутой на резонатор кожаной мембране играли кистями рук. В Грецию инструмент попал и к V веку до новой эры распространился по всей её территории вместе с оргиастическими культами Диониса и Кибелы из Фракии и Фригии; греческое слово, обозначающее барабанный бой, также обозначает служение Кибеле. Многочисленны упоминания тимпана в античной литературе (например, в трагедии Еврипида «Вакханки», в «Пире мудрецов» Афинея) и его изображения в античной вазописи (наиболее часто — в руках менад и корибантов).
В Древнем Риме название «тимпан» одно- или двусторонний барабан. Наряду с культами (по греческому образцу) Вакха и Кибелы тимпан использовался уличными музыкантами (см. мозаику «Триумф Вакха»).
Различия между одно- и двусторонним тимпанами разбирает Исидор Севильский в своей энциклопедии «Этимологии» (VII век); в Средние века этот анализ цитировался различными авторами, в том числе в «Трактате о музыке» (книга I, глава 4) Иеронима Моравского и в трактате «О музыке» Иоанна де Грокейо (оба — XIII век).
Аналогичные тимпану инструменты были распространены на Ближнем Востоке. В ветхозаветных текстах Септуагинты, Вульгаты, славянской Библии и других переводах словом «тимпан» передан рамный барабан «тоф», использовавшийся (наряду с другими музыкальными инструментами) в богослужении иудеев. Наиболее известны упоминания тимпана в Псалтири, например, в Псалме 150.
В итальянском языке (с XVI века?) слово timpano было отнесено к другому ударному инструменту — литаврам. В средневековой Европе тимпаном называли различные музыкальные инструменты, с XVI—XVII века в основном литавры (итал. timpano). Во Франции и Испании — инструменты по типу цимбал (фр. tympanon).